# Capsulia
Capsulia tianmushana es una especie de araña araneomorfa de la familia Linyphiidae. Es el único miembro del género monotípico Capsulia.

## Distribución
Es un endemismo de China. 